# 大眼原熱帶鯰
大眼原熱帶鯰，為輻鰭魚綱鯰形目北非鯰科的其中一種，分布於亞洲緬甸伊洛瓦底江、錫唐河、勃固河流域，體長可達18.8公分，棲息在底層水域，屬肉食性，生活習性不明。